# Мистериум. Тьма в бутылке
«Мистериум. Тьма в бутылке» (дат. Flaskepost fra P, дословный перевод — «Письмо в бутылке от П.») — детективный триллер 2016 года, снятый режиссёром Хансом Петтером Моланном по одноимённому роману датского писателя Юсси Адлера-Ольсена, третьему из серии детективных романов о Карле Мёрке и его напарнике Асаде, занимающихся нераскрытыми уголовными делами многолетней давности.

## Сюжет
На побережье Ютландии найдена бутылка с посланием. Текст послания плохо сохранился, удаётся лишь понять, что это призыв о помощи. Бутылку передают в отдел Q полиции Копенгагена. Детектив Карл Мёрк и его напарник Асад определяют, что почерк принадлежит ребёнку, а значит речь идёт об имевшем место несколько лет назад похищении.
Изучив обстоятельства исчезновения нескольких детей в Дании, Карл и Асад сталкиваются со странными случаями — о пропаже детей никто не заявлял, но их семьи из религиозных общин Свидетелей Иеговы внезапно переехали в Австралию и Таиланд. Позже детективы выходят на след психопата, регулярно похищающего детей из религиозных семей.

## В ролях
| Актёр              | Роль           |
| ------------------ | -------------- |
| Николай Ли Кос     | Карл Мёрк      |
| Фарес Фарес        | Асад           |
| Пол Сверре Хаген   | Йоханнес       |
| Якоб Ульрик Ломанн | Элиас          |
| Аманда Коллин      | Ракель         |
| Якоб Офтебро       | Пасгорд        |
| Микаэль Броструп   | Бёрге Бак      |
| Сёрен Пильмарк     | Маркус Якобсен |
| Йоханна Луиз Шмидт | Русе           |
| Мортен Кирсков     | Ларс Бьёрн     |
| Лотта Андерсен     | Миа            |